# Джакасові
Джакасові або Морвонгові (Cheilodactylidae) — родина окунеподібних риб підряду Окуневидні (Percoidei). До родини джакасових належать 5 родів і близько 30 видів, розповсюджених у субтропічних й помірковано теплих водах південної півкулі, а також біля берегів Японії й Гавайських островів.

## Опис
Ці риби мають масивне тіло, маленький рот з товстими губами, нерозділений спинний плавець, передня половина якого складається з колючок, і вильчатий хвіст. Нижні промені грудного плавця у них не гілкуються й більш-менш подовжені, так що кінці їх, вільні від перетинки, виступають за край плавця. У деяких видів ці довгі промені служать своєрідними щупальцями.

## Спосіб життя
Джакасові мешкають біля дна (звичайно на кам'янистих ґрунтах), як на мілководдях, так і на досить значній глибині. Молодь цих риб веде пелагічний спосіб життя, відрізняючись від дорослих особин сильно сплощеним високим тілом, більшими очима й нормальною будовою грудних плавців.

## Господарське значення
Багато представників цієї родини служать об'єктами рибальства. До числа важливих промислових риб належить, зокрема, джакас сірий (Nemadactylus macropterus), розповсюджений у водах Південної Австралії й Нової Зеландії. Біле щільне м'ясо цих жирних риб дуже смачнг, особливо в копченому виді. Сірий джакас досягає метрової довжини, але звичайно в промислі переважають екземпляри довжиною 30-40 см при вазі 0,5- 1,2 кг.

## Класифікація
- Рід Cheilodactylus (Lacepède, 1803)
  - Cheilodactylus fasciatus (Lacepède, 1803)
  - Cheilodactylus nigripes (Richardson, 1850)
  - Cheilodactylus pixi (Smith, 1980)
  - Cheilodactylus rubrolabiatus (Allen i Heemstra, 1976)
  - Cheilodactylus variegatus (Valenciennes en Cuvier i Valenciennes, 1833)
- Рід Chirodactylus (Gill, 1862)
  - Chirodactylus brachydactylus (Cuvier en Cuvier i Valenciennes, 1830)
  - Chirodactylus grandis (Günther, 1860)
  - Chirodactylus jessicalenorum (Smith, 1980)
- Рід Dactylophora (De Vis, 1883)
  - Dactylophora nigricans (Richardson, 1850)
- Рід Goniistius (Gill, 1862)
  - Goniistius ephippium (McCulloch y Waite, 1916)
  - Goniistius fuscus (Castelnau, 1879)
  - Goniistius gibbosus (Richardson, 1841)
  - Goniistius plessisi (Randall, 1983)
  - Goniistius quadricornis (Günther, 1860)
  - Goniistius spectabilis (Hutton, 1872)
  - Goniistius vestitus (Castelnau, 1879)
  - Goniistius vittatus (Garrett, 1864)
  - Goniistius zebra (Döderlein, Steindachner i Döderlein, 1883)
  - Goniistius zonatus (Cuvier & Valenciennes, 1830)
- Рід Nemadactylus (Richardson, 1839)
  - Nemadactylus bergi (Norman, 1937)
  - Nemadactylus douglasii (Hector, 1875)
  - Nemadactylus gayi (Kner, 1865)
  - Nemadactylus macropterus (Forster en Bloch i Schneider, 1801)
  - Nemadactylus monodactylus (Carmichael, 1819)
  - Nemadactylus valenciennesi (Whitley, 1937)
  - Nemadactylus vemae (Penrith, 1967)